# Denemo
Denemo és una interfície gràfica emprada per a la notació musical, principalment a GNU LilyPond i el gravat de partitures. Denemo ha estat en desenvolupament des de 1999. Està publicat sota la Llicència Pública General de GNU, és distribuït com a programari lliure. Usa GTK + 2 o 3, el que permet que funcioni en diferents sistemes operatius com ara GNU/Linux, Microsoft Windows i OS X.
Denemo permet crear partitures musicals. Pot escriure música en l'ús del teclat o jugar en l'ús d'un controlador de MIDI o l'entrada de micròfon. Aquí pot editar la seva música (la finestra de la pantalla d'entrada que mostra el que està treballant en la notació musical) i hom pot reproduir per comprovar com sona.
Denemo ajuda a preparar la notació per a la publicació i permet a l'usuari entrar ràpidament notació, de forma simultània a través de composició tipogràfica, el gravador de música LilyPond. La música pot ser escrit en l'ús d'un teclat de PC, pres de MIDI, o juga en un micròfon connectat a una targeta de so. El programa es reprodueix a través d'un intern simple i pot actuar com un JACK client/MIDI. Denemo inclou seqüències de comandos per executar les proves musicals i exercicis pràctics amb finalitats educatives.

## Característiques
Denemo pot donar sortida a les partitures completes (incloent la Taula de Continguts i Comentari Crític generada automàticament de comentaris col·locats en la música), així com extractes en diversos formats, incloent:
- arxius LilyPond (.ly)
- arxius PDF
- arxius MIDI
- arxius d'àudio WAV, Ogg
- arxius gràfics PNG

El programa permet a l'usuari col·locar enllaços en la música als manuscrits d'origen originals o impressions (en arxius PDF) que permeten la comprovació creuada de les transcripcions. També permet que els enregistraments d'àudio estiguin vinculats a una puntuació anotada amb la sincronització a través d'inicis de notes detectades automàticament, la puntuació anotada i àudio es reprodueixen simultàniament i pot tornar-se més lenta en temps real per escoltar les discrepàncies.
Denemo té totes les funcions de notació musical accessible a través de dreceres de teclat. No obstant això, tot el és accessible amb el ratolí, i es poden definir tots dos mètodes abreujats de teclat i ratolí utilitzant els elements del menú que indiquen funcions. Es poden realitzar manipulacions WYSIWYG en la vista de composició tipogràfica.